# 孔店站
孔店站是一个水张线上的铁路车站，位于安徽省长丰县孔店乡，建于1934年，目前为四等站，邮政编码为231101。目前客运：办理旅客乘降；行李、包裹托运；货运：办理整车货物发到。现已停办客运。仅存候车室等建筑。